# Цесляк, Михал
Михал Цесляк (англ. Michal Cieslak; род. 19 апреля 1989, Радом, Польша) — польский боксёр-профессионал, выступающий в первой тяжёлой и в тяжёлой весовых категориях.
Среди профессионалов претендент на титул чемпиона мира по версиям WBC (2019—2020) и WBO (2022), действующий чемпион Европы по версии EBU (2023—н. в.), чемпион Польши (2022—н. в.), бывший международный чемпион Польши (2019—2020) в 1-м тяжёлом весе.
Лучшая позиция по рейтингу BoxRec — 7-я (декабрь 2020) и является 1-м среди польских боксёров первой тяжёлой весовой категории, а по рейтингам основных международных боксёрских организаций занял 2-ю строчку рейтинга WBC, 7-ю строку рейтинга WBO, и 8-ю строку рейтинга IBF, — входя в ТОП-10 лучших боксёров первого тяжёлого веса всего мира.

## Биография
Родился 19 апреля 1989 года в городе Радом, Польша.

## Профессиональная карьера
Профессиональную боксёрскую карьеру Михал начал 29 июня 2013 года, победив единогласным решением судей небитого соотечественника Лукаша Зигмунта (1-0).

### Бой с Сергеем Радченко
2 июня 2018 года в городе Легьоново (Польша) победил единогласным решением судей (счёт: 80-69 (трижды)) украинца Сергей Радченко (6-1).

### Бой с Йоури Каленгой
1 марта 2019 года в городе Легьоново (Польша) досрочно победил путём отказа выйти на 8-й заключительный раунд опытного француза конголезского происхождения Йоури Каленгу (24-5).

### Бой с Оланреваджу Дуродолой
31 мая 2019 года в городе Прушков (Польша) техническим нокаутом во 2-м раунде победил опытного нигерийца Оланреваджу Дуродолу (29-6), и завоевал вакантный титул международного чемпиона Польши в 1-м тяжёлом весе.

### Чемпионский бой с Илунга Макабу
31 января 2020 года в городе Киншаса (ДР Конго), потерпел первое поражение единогласным решением судей (счёт: 112—114, 111—115 и 111—116) от опытного 32-летнего конголезца Илунга Макабу (26-2, 24 KO), в конкурентном бою за вакантный титул чемпиона мира по версии WBC в 1-м тяжёлом весе.

### Бой с Томми Маккарти
4 ноября 2023 года в польском городе Закопане первый раз защитил титул Чемпиона Европы в первом тяжелом весе победив техническим нокаутом в седьмом раунде ирландца Томми Маккарти (20-4, 10 КО).

## Статистика профессиональных боёв
В таблице перечислены результаты всех поединков боксёров.
В каждой строке указан результат поединка. Дополнительно номер поединка обозначен цветом, который обозначает итог поединка. Расшифровка обозначений и цветов представлена в нижеследующей таблице.
| Пример | Расшифровка                     |
| ------ | ------------------------------- |
|        | Победа                          |
|        | Ничья                           |
|        | Поражение                       |
|        | Планируемый поединок            |
|        | Поединок признан несостоявшимся |
| КО     | Нокаут                          |
| ТКО    | Технический нокаут              |
| PTS    | Решение судей (по очкам)        |
| UD     | Единогласное решение судей      |
| MD     | Решение большинства судей       |
| SD     | Раздельное решение судей        |
| RTD    | Отказ от продолжения боя        |
| DQ     | Дисквалификация                 |
| NC     | Поединок признан несостоявшимся |

| 27 поединков, 25 победы (18 нокаутом), 2 поражения, 1 несостоявшийся. | 27 поединков, 25 победы (18 нокаутом), 2 поражения, 1 несостоявшийся. | 27 поединков, 25 победы (18 нокаутом), 2 поражения, 1 несостоявшийся. | 27 поединков, 25 победы (18 нокаутом), 2 поражения, 1 несостоявшийся. | 27 поединков, 25 победы (18 нокаутом), 2 поражения, 1 несостоявшийся. | 27 поединков, 25 победы (18 нокаутом), 2 поражения, 1 несостоявшийся. | 27 поединков, 25 победы (18 нокаутом), 2 поражения, 1 несостоявшийся.                                             |
| Бой                                                                   | Рекорд                                                                | Дата боя                                                              | Соперник                                                              | Место проведения боя                                                  | Результат                                                             | Дополнительно |
| --------------------------------------------------------------------- | --------------------------------------------------------------------- | --------------------------------------------------------------------- | --------------------------------------------------------------------- | --------------------------------------------------------------------- | --------------------------------------------------------------------- | --- |
| 27                                                                    | 24-2-0-1                                                              | 22 апреля 2023                                                        | Дилан Брежон (12-2-1)                                                 | G2A Arena, Жешув, Польша                                              | KO 4 (12), 2:59                                                       | Завоевал вакантный титул чемпиона Европы по версии EBU в 1-м тяжёлом весе.                                        |
| 26                                                                    | 23-2-0-1                                                              | 1 октября 2022                                                        | Кшиштоф Твардовский (9-3)                                             | MOSiR Hall, Люблин, Польша                                            | TKO 5 (10), 2:01                                                      | Завоевал вакантный титул чемпиона Польши в 1-м тяжёлом весе.                                                      |
| 25                                                                    | 22-2-0-1                                                              | 24 июня 2022                                                          | Энрико Кёллинг (28-4)                                                 | MOSiR — «Hala Legionów», Кельце, Польша                               | TKO 1 (10), 2:00                                                      | |
| 24                                                                    | 21-2-0-1                                                              | 27 февраля 2022                                                       | Лоуренс Околи (17-0)                                                  | O2 Арена, Гринвич, Лондон, Великобритания                             | UD (12)                                                               | Счёт: 112-115, 111-116, 110-117. Бой за титул чемпиона мира по версии WBO (2-я защита Околи) в 1-м тяжёлом весе.  |
| 23                                                                    | 21-1-0-1                                                              | 14 мая 2021                                                           | Юрий Кашинский (20-1)                                                 | Transcolor, Шелиги, Польша                                            | TKO 1 (12), 1:53                                                      | |
| 22                                                                    | 20-1-0-1                                                              | 5 декабря 2020                                                        | Тейлор Мабика (19-6-2)                                                | DoubleTree by Hilton Hotel Conference Centre, Варшава, Польша         | KO 6 (10), 2:45                                                       | |
| 21                                                                    | 19-1-0-1                                                              | 31 января 2020                                                        | Илунга Макабу (26-2)                                                  | Киншаса, ДР Конго                                                     | UD (12)                                                               | Бой за вакантный титул чемпиона мира по версии WBC в 1-м тяжёлом весе. Счёт: 112-114, 111-115 и 111-116.          |
| 20                                                                    | 19-0-0-1                                                              | 31 мая 2019                                                           | Оланреваджу Дуродола (29-6)                                           | Прушков, Польша                                                       | TKO 2 (10), 1:56                                                      | Завоевал вакантный титул международного чемпиона Польши в 1-м тяжёлом весе.                                       |
| 19                                                                    | 18-0-0-1                                                              | 1 марта 2019                                                          | Йоури Каленга (24-5)                                                  | Легьоново, Польша                                                     | RTD 7 (8), 3:00                                                       | |
| 18                                                                    | 17-0-0-1                                                              | 16 июня 2018                                                          | Душан Крстин (8-9)                                                    | Варшава, Польша                                                       | RTD 5 (8), 3:00                                                       | |
| 17                                                                    | 16-0-0-1                                                              | 2 июня 2018                                                           | Сергей Радченко (6-1)                                                 | Легьоново, Польша                                                     | UD (8)                                                                | Счёт: 80-69 (трижды).                                                                                             |
| 16                                                                    | 15-0-0-1                                                              | 21 октября 2017                                                       | Ивица Бакурин (28-12-1)                                               | Величка, Польша                                                       | UD (8)                                                                | Счёт: 78-74, 79-72, 80-72.                                                                                        |
| 15                                                                    | 14-0-0-1                                                              | 10 декабря 2016                                                       | Никодем Ежевский (12-0-1)                                             | Вроцлав, Польша                                                       | NC 3 (10), 2:02                                                       | Бой за вакантные титулы чемпиона по версии IBF Baltic и чемпиона Польши в 1-м тяжёлом весе. Счёт: 20-18 (трижды). |
| 14                                                                    | 14-0-0                                                                | 17 сентября 2016                                                      | Юлиан Илие (21-10-2)                                                  | Ergo Arena, Гданьск, Польша                                           | TKO 2 (8), 2:45                                                       | |
| 13                                                                    | 13-0-0                                                                | 28 мая 2016                                                           | Александр Кубич (9-0)                                                 | Щецин, Польша                                                         | TKO 9 (10), 0:49                                                      | |
| 12                                                                    | 12-0-0                                                                | 2 апреля 2016                                                         | Франсиско Паласиос (21-1)                                             | Таурон Арена Краков Краков, Польша                                    | TKO 4 (10), 1:56                                                      | |
| 11                                                                    | 11-0-0                                                                | 27 ноября 2015                                                        | Хамза Вандера (19-16)                                                 | Hala na Podpromiu Краков, Польша                                      | TKO 2 (8), 2:59                                                       | |
| 10                                                                    | 10-0-0                                                                | 26 сентября 2015                                                      | Шон Кокс (18-6)                                                       | Атлас Арена Лодзь, Польша                                             | TKO 1 (8), 1:24                                                       | |

## Спортивные достижения

### Профессиональные региональные
- 2019—2020  Международный чемпион Польши.